# Schmale Straße 22 (Quedlinburg)

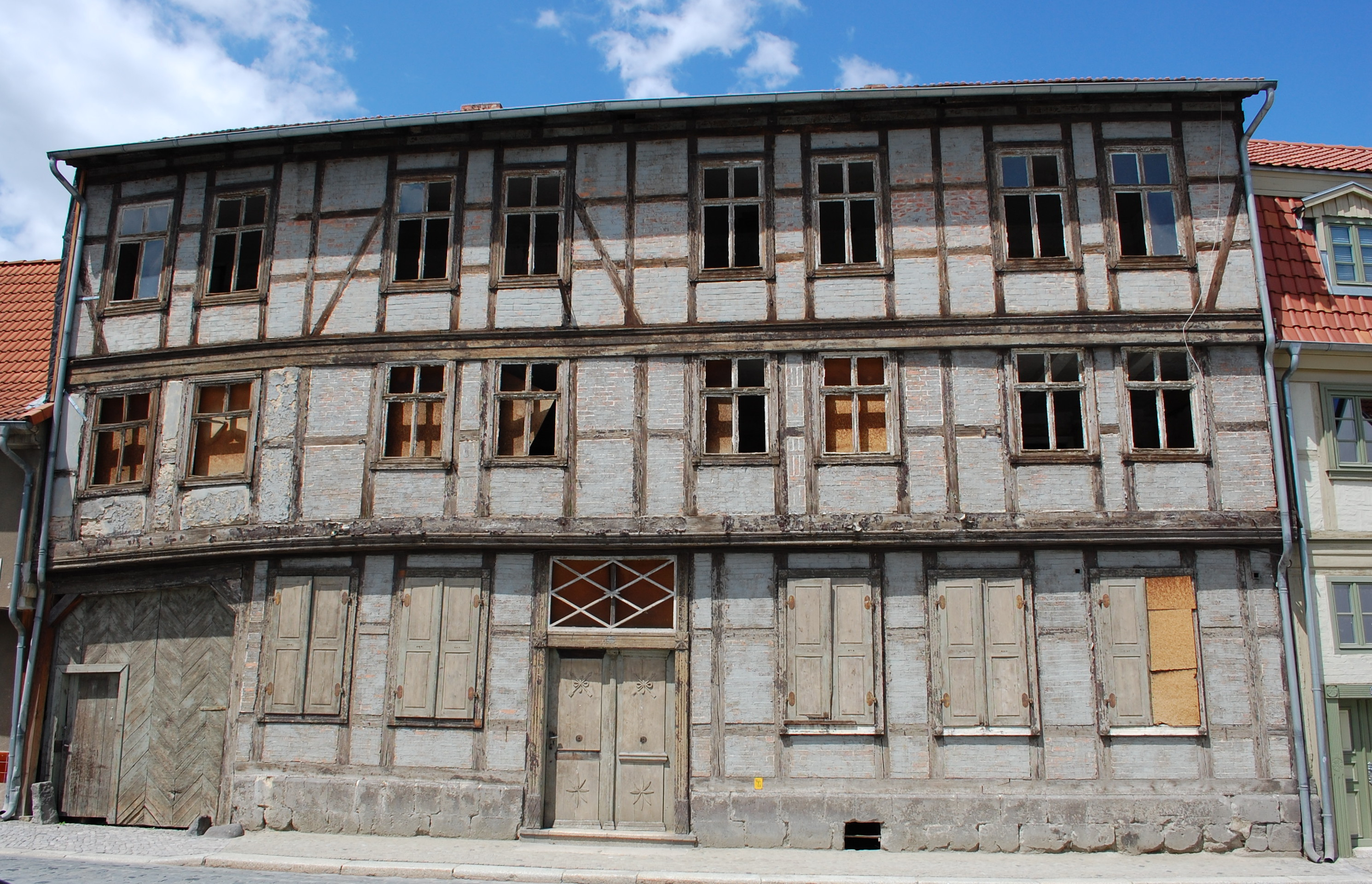
Haus Schmale Straße 22

Das Haus Schmale Straße 22 ist ein denkmalgeschütztes Wohnhaus in der Stadt Quedlinburg in Sachsen-Anhalt.

## Lage
Das Gebäude befindet sich nördlich des Marktplatzes in der historischen Altstadt Quedlinburgs. Das auf der Westseite der Schmalen Straße gelegene Haus gehört zum UNESCO-Weltkulturerbe und ist im Quedlinburger Denkmalverzeichnis eingetragen.
Nördlich grenzt das gleichfalls denkmalgeschützte Haus Schmale Straße 23, südlich das Haus Schmale Straße 21 an.

## Architektur und Geschichte
Das dreigeschossige Fachwerkhaus entstand in der Zeit um 1740 zunächst als zweigeschossiger Bau. Die Gefache sind mit Ziegeln versehen. An der Stockschwelle des ersten Obergeschosses finden sich Profilbohlen. In der Zeit um 1820 erfolgte eine Aufstockung. Zugleich wurde das Haus im Stil des Frühklassizismus verändert. Aus dieser Zeit stammt auch die geschnitzte Eingangstür. Zur Seite versetzt befindet sich eine Tordurchfahrt.
Das Gebäude ist derzeit (Stand 2012) sanierungsbedürftig.